# Namarunu
El Namarunu es un volcán en escudo del Valle Suguta (dentro del  Gran Valle del Rift), al sur del Lago Turkana. C onsta de un cráter de 200 m de profundidad, formado lava traquita, brecha, basalto, riolita y toba.
Surgido en el Pleistoceno al depositarse grandes cantidades de basalto que se derramaron y explosionaron al principio del Holoceno hace unos 3000 años cuando el lago Suguta comenzó a desecarse, coincidiendo con la formación del Barrier.